# Jaron Lanier
Jaron Lanier (Nova Iorque, 3 de maio de 1960) é um cientista da computação e músico americano.
É um dos precursores da realidade virtual. Lanier é um dos maiores conhecedores de realidade virtual no mundo, por ser um dos primeiros a estudar o tema e construir produtos de realidade virtual desde o início dos anos 80.
Em 2005, ficou em 89.º lugar numa enquete de intelectuais pela revista Prospect.[carece de fontes?]
Lanier é também conhecido como compositor de música clássica e colecionador de instrumentos raros.  Seu álbum acústico, Instruments of Change (1994) usou instrumentos singulares na sua produção. Lanier também foi diretor de um curta experimental e em conjunto com Mario Grigorov compôs a trilha sonora do documentário The Third Wave (2007). Em 2010 foi eleito com uma das "100 mais influentes pessoas do mundo" pela revista TIME.

## Pensamento crítico
Lanier criticou no seu famoso texto intitulado "Digital Maoism", escrito para a revista Edge em maio de 2006, o que ele considera ser uma falsa percepção de que a "inteligência coletiva" (também referida como "Sabedoria das Multidões" ou "hive mind") é omnisciente. Neste texto, ele inclui exemplos como a Wikipédia, explicando que o modo "wiki" de autoria (colaboração massiva anónima) da enciclopédia online faz com que a informação dos artigos adquira uma falsa posição de autoridade devido ao aparente anonimato. Além do mais, sublinhou o facto de que tal trabalho coletivo pode ser manipulado por grupos anónimos de editores que não se responsabilizam por suas ações. Ele salienta, no entanto, que o problema não é a Wikipédia em si, mas o modo em como ela adquiriu tamanha importância em tão pouco tempo.

## Livros
- Voices from the Edge: Conversations With Jerry Garcia, Ram Dass, Annie Sprinkle, Matthew Fox, Jaron Lanier, & Others— by David Jay Brown, Rebecca McClen Novick
- Artificial Stupidity: Virtual reality pioneer Jaron Lanier says computers are too dumb to take over the world. A Salon.com Feature story by Damien Cave (Author) Publisher: Salon.com, ISBN B00005NGP0
- Info is an Alienated Expense Basic Books (Outubro 2003) ISBN 0-465-03282-6.
- You Are Not a Gadget: A Manifesto[2], New York : Alfred A. Knopf, 2010, ISBN 978-1846143410
- Who Owns the Future? Simon & Schuster (May 7, 2013) ISBN 1451654960.
- Ten Arguments for Deleting Your Social Media Accounts Right Now, New York: Henry Holt and Co., 2018, ISBN 978-1-250-19668-2